# Gruvsjön (Garpenbergs socken, Dalarna)
Gruvsjön är en sjö i Hedemora kommun i Dalarna och ingår i Dalälvens huvudavrinningsområde. Sjön har en area på 1,38 kvadratkilometer och ligger 152 meter över havet. Sjön avvattnas av vattendraget Norsån (Garpenbergsån).

## Delavrinningsområde
Gruvsjön ingår i det delavrinningsområde (668719-152095) som SMHI kallar för Utloppet av Gruvsjön. Medelhöjden är 193 meter över havet och ytan är 16,41 kvadratkilometer. Räknas de 5 avrinningsområdena uppströms in blir den ackumulerade arean 38,41 kvadratkilometer. Norsån (Garpenbergsån) som avvattnar avrinningsområdet har biflödesordning 2, vilket innebär att vattnet flödar genom totalt 2 vattendrag innan det når havet efter 130 kilometer. Avrinningsområdet består mestadels av skog (63 procent). Avrinningsområdet har 1,38 kvadratkilometer vattenytor vilket ger det en sjöprocent på 18,2 procent. Bebyggelsen i området täcker en yta av 0,07 kvadratkilometer eller 1 procent av avrinningsområdet.